# Covenant Life
Covenant Life é uma Região censo-designada localizada no estado americano de Alasca, no Distrito de Haines.

## Demografia
Segundo o censo americano de 2000, a sua população era de 102 habitantes.

## Geografia
De acordo com o United States Census Bureau, a localidade tem uma área de 68,1 km², dos quais 67,6 km² cobertos por terra e 0,5 km² cobertos por água.

## Localidades na vizinhança
O diagrama seguinte representa as localidades num raio de 48 km ao redor de Covenant Life.